# Partido Popular de La Rioja
El Partido Popular de La Rioja (PP La Rioja) es la organización territorial del Partido Popular en La Rioja. Su sede central está en la calle Duquesa de la Victoria en la ciudad de Logroño.
Es el sucesor de Alianza Popular, que gobernó la comunidad autónoma entre 1987 y 1990 (como PP desde 1989), con Joaquín Espert como presidente, gracias a un acuerdo con el PRP y CDS. En 1990, una moción de censura presentada por el PSOE, apoyada por el PRP y dos diputados del CDS, lo desalojó del poder. En 1995, bajo el nombre de Partido Popular, volvió al poder con Pedro Sanz. Durante la presidencia de Pedro Sanz, el PP mantuvo el poder en La Rioja con mayoría absoluta entre 1995 y 2015. 
Tras las elecciones de 2015, el PP perdería su mayoría absoluta, lo que obligaría a Pedro Sanz a abandonar la presidencia de la comunidad debido a las exigencias de Ciudadanos para apoyar un nuevo gobierno popular. Su sucesor en el cargo fue José Ignacio Ceniceros, que dirigió un gobierno en minoría con el apoyo externo de Cs.
En las elecciones de 2019, el PP abandonó el poder tras la victoria del PSOE, que formó un gobierno de coalición con Podemos y el apoyo de IU.
En 2023 ganó las elecciones autonómicas por mayoría absoluta,  volviendo así al Gobierno de La Rioja con Gonzalo Capellán al frente.

## Comité ejecutivo
El Comité Ejecutivo nombrado en el último Congreso está formado, en sus principales cargos, por:
- Presidente: Gonzalo Capellán de Miguel.
- Secretario General: Alfonso Domínguez.
- Vicesecretario de Organización: Diego Bengoa de la Cruz.
- Vicesecretaria de Sectorial: Mar Cotelo Balmaseda.
- Vicesecretario de Política Social: Manuel Vallejo García.
- Vicesecretaria de Acción Institucional y Acción Exterior: Marta Fernández Cornago.
- Vicesecretaria de Mujer, Igualdad y  contra la Despoblación: Cristina Maiso Fernández
- Vicesecretaría de Participación, Estudios y Programas: María Teresa Antoñanzas Garro.

## Resultados electorales

### Parlamento de La Rioja
|  | 40,31 % |

|  | 34,78 % |

|  | 42,20 % |

|  | 50,31 % |

|  | 51,28 % |

|  | 49,54 % |

|  | 49,67 % |

|  | 53,43 % |

|  | 38,62 % |

|  | 33,06 % |

|  | 45,44 % |

### Elecciones generales

#### Congreso de los Diputados
Resultado del partido en las elecciones al Congreso de los Diputados:
|  | 14,47 % |

|  | 13,87 % |

|  | 41,53 % |

|  | 39,22 % |

|  | 41,09 % |

|  | 46,26 % |

|  | 49,41 % |

|  | 54,1 % |

|  | 49,94 % |

|  | 49,51 % |

|  | 54,7 % |

|  | 38,34 % |

|  | 42,61 % |

|  | 26,51 % |

|  | 34,23 % |

|  | 45,64 % |

#### Senado
Resultado del partido en las elecciones al Senado:
|  | 16,4 % |

|  | 13,14 % |

|  | 41,83 % |

|  | 40,43 % |

|  | 43,04 % |

|  | 46,7 % |

|  | 49,93 % |

|  | 57,08 % |

|  | 51,48 % |

|  | 49,95 % |

|  | 58,95 % |

|  | 40,44 % |

|  | 44,9 % |

|  | 28,37 % |

|  | 39,4 % |

|  | 47,2 % |

### Elecciones municipales
Resultado del partido en las elecciones municipales:
|  | 12,48 % |

|  | 38,74 % |

|  | 32,47 % |

|  | 40,32 % |

|  | 47 % |

|  | 48,98 % |

|  | 46,01 % |

|  | 47,22 % |

|  | 49,92 % |

|  | 40,25 % |

|  | 34,37 % |

|  | 44,55 % |

## Dirigentes
Desde la creación de Alianza Popular en la Rioja con su primer congreso el 25 de noviembre de 1977.

### Presidencia
| Nombre (Nacimiento-muerte) | Nombre (Nacimiento-muerte)                 | Imagen                | Congreso              | Período en el cargo     | Período en el cargo     |
| Nombre (Nacimiento-muerte) | Nombre (Nacimiento-muerte)                 | Imagen                | Congreso              | Inicio                  | Final                   |
| -------------------------- | ------------------------------------------ | --------------------- | --------------------- | ----------------------- | ----------------------- |
|                            | Benedicto Bericochea Sarabia (1931-2013)   |                       | I Congreso (AP)       | 25 de noviembre de 1977 | 1978                    |
| II Congreso (AP)           | Benedicto Bericochea Sarabia (1931-2013)   | 1978                  | 8 de octubre de 1979  |                         |                         |
| III Congreso (AP)          | Benedicto Bericochea Sarabia (1931-2013)   | 8 de octubre de 1979  | 1981                  |                         |                         |
|                            | Matilde Adarraga Rezola (1940-2016)        |                       | Presidenta Interina   | 1981                    | 29 de enero de 1982     |
|                            | Álvaro de Lapuerta Quintero (1927-2018)    |                       | IV Congreso (AP)      | 29 de enero de 1982     | 3 de diciembre de 1983  |
|                            | Antonio Herreros Hernández (1940-)         |                       | V Congreso (AP)       | 3 de diciembre de 1983  | 30 de marzo de 1985     |
| VI Congreso (AP)           | Antonio Herreros Hernández (1940-)         | 30 de marzo de 1985   | mayo de 1986          |                         |                         |
|                            | José Antonio González Garnica (1938-)      |                       | Presidente Interino   | julio de 1986           | 26 de marzo de 1988     |
|                            | Joaquín Espert Pérez-Caballero (1938-2023) |                       | VII Congreso (AP)     | 26 de marzo de 1988     | junio de 1990           |
|                            | Joaquín Espert Pérez-Caballero (1938-2023) | VIII Congreso         | junio de 1990         | 2 de octubre de 1993    |                         |
|                            | Pedro Sanz Alonso (1953-)                  |                       | IX Congreso           | 2 de octubre de 1993    | 2 de octubre de 1996    |
| X Congreso                 | Pedro Sanz Alonso (1953-)                  | 2 de octubre de 1996  | 2 de octubre de 1999  |                         |                         |
| XI Congreso                | Pedro Sanz Alonso (1953-)                  | 2 de octubre de 1999  | 2002                  |                         |                         |
| XII Congreso               | Pedro Sanz Alonso (1953-)                  | 2002                  | noviembre de 2004     |                         |                         |
| XIII Congreso              | Pedro Sanz Alonso (1953-)                  | noviembre de 2004     | 25 de octubre de 2008 |                         |                         |
| XIV Congreso               | Pedro Sanz Alonso (1953-)                  | 25 de octubre de 2008 | 28 de abril de 2012   |                         |                         |
| XV Congreso                | Pedro Sanz Alonso (1953-)                  | 28 de abril de 2012   | 1 de abril de 2017    |                         |                         |
|                            | José Ignacio Ceniceros (1956-)             |                       | XVI Congreso          | 1 de abril de 2017      | 13 de octubre de 2022   |
|                            | Alberto Galiana García (1971-)             |                       | Presidente Interino   | 20 de octubre de 2022   | 25 de noviembre de 2023 |
|                            | Gonzalo Capellán de Miguel (1972-)         |                       | XVII Congreso         | 25 de noviembre de 2023 | Actualidad              |